# Frederick Krug
Frederick Krug (* 22. Dezember 1833 in Niederzwehren bei Kassel; † 18. November 1919 in Omaha, Nebraska) war ein deutschamerikanischer Bierbrauer und der Begründer der Fred Krug Brewing Co. in Omaha.

## Leben
Krug wurde in Niederzwehren zum Brauer ausgebildet und wanderte 1852 in die USA aus. Er ließ sich zunächst in St. Louis, Missouri nieder. Dort lernte er seine Frau Anna kennen und bekam mit ihr einen Sohn, William. 1858 zog er nach Council Bluffs, Iowa, wo er in einer kleinen Brauerei arbeitete, ging aber noch im selben Jahr mit seiner Frau und seinem Sohn nach Omaha. Er gründete 1859 zuerst eine kleine Brauerei in der Farnam Street, die zugleich die erste Brauerei in der Stadt war. Später zog sein Geschäft in die Jackson Street zwischen der 10. und 11. Straße. 
Am 17. Oktober 1893 feierte er mit seiner Familie die Eröffnung der neuen Fred-Krug-Brauerei. Zu dieser Zeit war die neue Brauerei eine der größten und modernsten ihrer Art. Sie hatte eine Kapazität von 150.000 Barrel pro Jahr und beschäftigte ungefähr 500 Mitarbeiter.
Krug leitete seine Firma fast 50 Jahre und gründete 1904 auch den Omaha Krug Park, einen Biergarten. Fredericks Söhne, darunter William, Frederick H., Jacob und Albert, arbeiteten alle in verschiedenen Funktionen in der Brauerei. 
Krug war Mitglied der Einwanderungsbehörde des Bundesstaats Nebraska.

## Ehrungen
In South Omaha ist die Krug Avenue nach ihm benannt.